# بدیعه موحد
بدیعه موحد (انگلیسی: Bedia Muvahhit؛ 1896 – ۲۰ ژانویهٔ ۱۹۹۴) بازیگر اهل ترکیه بود. وی بین سال‌های ۱۹۱۲ تا ۱۹۹۴ میلادی فعالیت می‌کرد.